# Centre d'exposition du Airport Core Programme

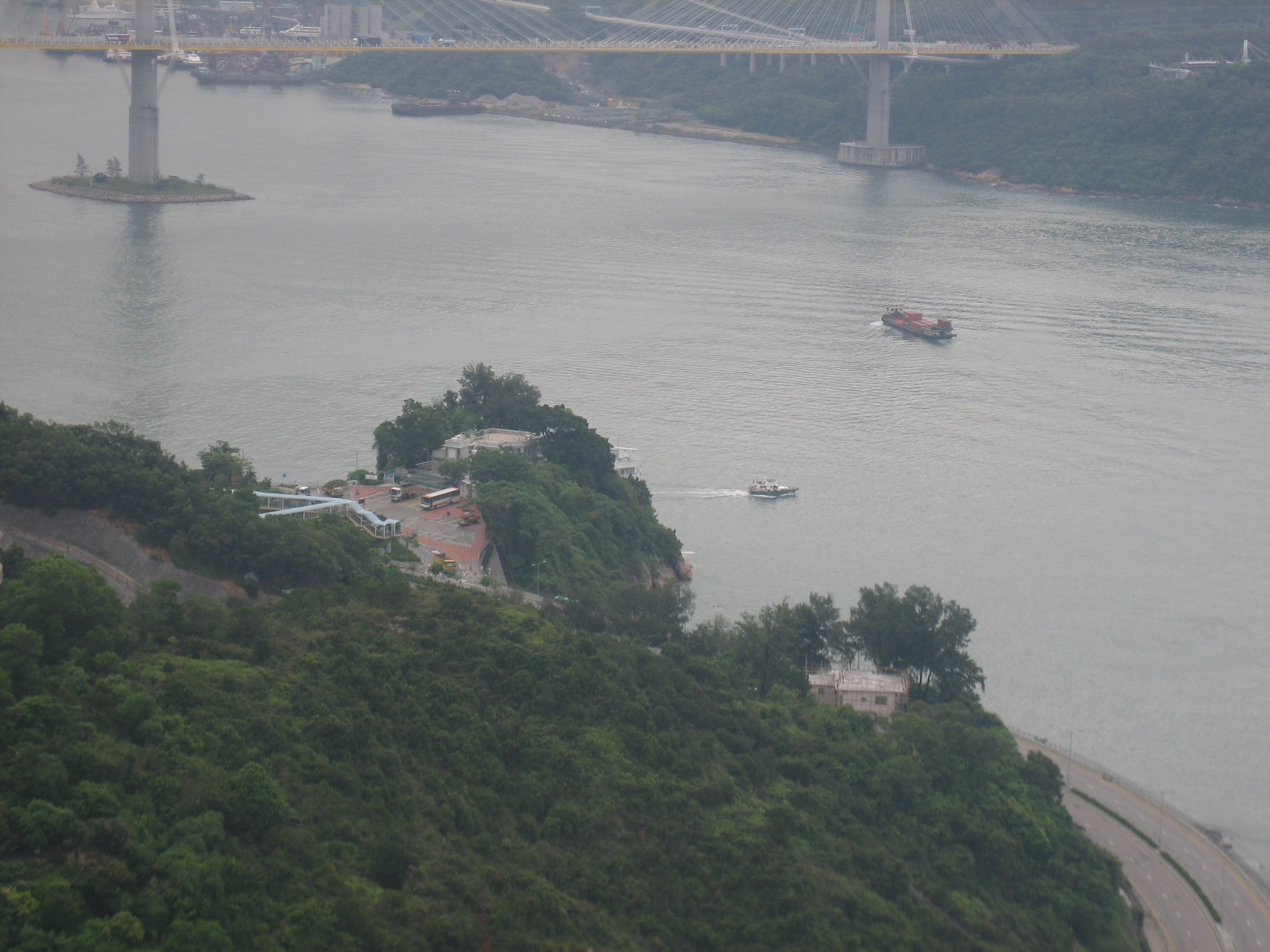
Le centre d'exposition du Airport Core Program vu depuis le lotissement privé des Bellagio Towers. Le pont en arrière-plan est le pont de Ting Kau.

Le centre d'exposition du Airport Core Programme (機場核心計劃展覽中心) est géré par le département des affaires intérieures (en) du gouvernement de Hong Kong et situé au 401 Castle Peak Road, Ting Kau (en) dans les Nouveaux Territoires.

## Histoire
Le bâtiment s'appelait à l'origine Villa Homi et a été construit par un promoteur privé, Jehangir Hormusjee Ruttonjee (en), au début des années 1930. Il est ensuite acheté par le gouvernement de Hong Kong et utilisé comme quartier général pour les officiers de l'armée britannique. Par exemple, il a servi de résidence à Philip Haddon-Cave (en), le secrétaire financier de 1971 à 1982.
Il est transformé en centre d'exposition du Airport Core Programme en 1995 par le bureau de coordination des projets de nouvel aéroport, et ouvre ses portes début 1996. Au cours des six premiers mois de fonctionnement, le centre a accueilli 100 000 personnes, avec des week-ends à plus de 2 000 visiteurs. Pour aider à affronter cette popularité, les heures d'ouverture sont étendues aux jours fériés.
Bien que le Airport Core Programme ait été achevé en 1998 avec l'ouverture de l'aéroport international de Hong Kong, le centre d'exposition est toujours ouvert en novembre 2017.

## Installations
Il y a cinq zones d'exposition, présentant des maquettes, des photographies et des descriptions des 10 projets liés à l'aéroport pour donner une image complète de l'ensemble du projet de construction de l'aéroport international de Hong Kong.
Des jumelles montées en permanence sur le toit sont disponibles pour que les visiteurs puissent voir le pont Tsing Ma qui relie l'île Tsing Yi à l'est à Ma Wan à l'ouest, à travers le canal de Ma Wan. Il fait partie du Lantau Link (en) qui, avec trois ponts à longue portée, relie les Nouveaux Territoires et Chek Lap Kok, où se trouve l'aéroport international de Hong Kong.